# Takilma
Takilma (korábban Taklamah) az Amerikai Egyesült Államok északnyugati részén, Oregon állam Josephine megyéjében, az Illinois folyó keleti ága mentén elhelyezkedő statisztikai település. A 2020. évi népszámlálási adatok alapján 423 lakosa van.
A helység művészkolóniaként ismert. Az Out’n’About faházas szálláshelyet tart fenn.

## Története
A Taklamah nevet T. W. Draper ezredes választotta egy indián törzsfőnökre utalva; az elnevezés 1902-ben a takelma törzs után Takilmára változott.
A posta 1902 és 1967 között működött.

### Ellenkultúra
1968 telén az Illinois-völgybe a „Vissza a földre” mozgalom keretében hippik költöztek; ugyan a Cave Junction-i üzletek ablakában hamarosan „nem kérünk a hippikből” molinók jelentek meg, maradtak, és számottevő szerepet töltöttek be a térség életében. A közösség népkórházat, alternatív iskolát, tűzoltóságot és zenekart is alapított.
Az 1973-ban megnyílt népkórház révén hosszú évek óta először érkezett új orvos a régióba. A ma Siskiyou Regionális Egészségközpontnak nevezett intézményt az 1987-es tűz következtében Cave Junctionbe költöztették; ma Grants Passben és Roseburgban is működnek testvérklinikái. Az 1975-ben alapított alternatív iskola szövetségi forrásokból évente hatvan hátrányos helyzetű diáknak nyújt nyári oktatást. A tűzoltóság 1987-ben, a zenekar pedig 1994-ben alapult.
A javarészt kaliforniai egyetemekről érkező hippik 1982-ben környezetvédelmi szervezetet hoztak létre.

## Népesség
A településnek 2010-ben 378, 2020-ban pedig 423 lakosa volt.

## Fordítás
- Ez a szócikk részben vagy egészben  a   Takilma, Oregon című angol Wikipédia-szócikk ezen változatának fordításán alapul.  Az eredeti cikk szerkesztőit annak laptörténete sorolja fel. Ez a jelzés csupán a megfogalmazás eredetét és a szerzői jogokat jelzi, nem szolgál a cikkben szereplő információk forrásmegjelöléseként.